# Nightbirde
Jane Kristen Marczewski (29 de dezembro de 1990 – 19 de fevereiro de 2022), conhecida profissionalmente como Nightbirde, foi uma cantora e compositora americana.
Anteriormente tendo lançado dois EPs e vários singles, Nightbirde participou de uma audição no America's Got Talent em 2021, onde recebeu um Golden Buzzer por sua música original "It's OK". No entanto, ela decidiu não competir nas quartas de final por causa do agravamento da saúde devido ao câncer.

## Infância e educação
Marczewski nasceu em 29 de dezembro de 1990, em Zanesville, Ohio. Ela tinha três irmãos e começou a compor aos seis anos, quando ajudou sua mãe a terminar a letra de uma música. Como uma jovem cristã, Marczewski se ofereceu e participou de vários ministérios da igreja. Ela se formou em 2009 na Licking County Christian Academy, e se formou na Liberty University (onde estudou comunicação) com um diploma de marketing.

## Carreira musical
Marczewski apresentou suas primeiras músicas e fez sua primeira apresentação ao vivo em 2011, quando era estudante na Liberty. Ela lançou um EP de três músicas em 2012, chamado Lines, no qual cantava e tocava violão. Em 2013, ela lançou Ocean & Sky, um EP de seis músicas que ela financiou no Kickstarter.
Permanecendo em Lynchburg, Virgínia depois de se formar, Marczewski era uma artista local popular. Ela retornou a Ohio em 2014 e, após seu casamento, mudou-se em 2015 para Nashville, Tennessee (onde mais tarde voltou a se apresentar com seu nome de casada, Jane Claudio, com o marido atuando como produtor). Aparecendo nos créditos como Jane Marczewski-Claudio, ela contribuiu com música para o documentário de 2015, Leonard Knight: A Man & His Mountain.
Nightbirde adotou seu nome artístico profissional com base em um sonho recorrente em que os pássaros cantavam do lado de fora de sua janela à noite, antecipando o amanhecer. "Parecia tão poético que esses pássaros cantassem como se fosse de manhã, e ainda não havia sinal disso, e é isso que eu quero simbolizar." Seu primeiro single com esse nome foi "Girl in a Bubble", lançado em março de 2019.
Em abril de 2019, ela abriu uma apresentação para Tori Kelly no Liberty. Em agosto de 2020, após seu segundo diagnóstico e remissão de câncer, ela lançou "It's OK".
Nightbirde alcançou o terceiro lugar na Billboard "Emerging Artists" chart em junho de 2021.
Sua música "New Year's Eve (The Remix)" alcançou a 14ª posição no iTunes em dezembro de 2021. A música também se destacou no Reino Unido, Canadá e Austrália.
O estilo de Nightbirde, uma mistura de folk e pop, evoluiu para electropop.

### America's Got Talent
Em junho de 2021, ela se apresentou como Nightbirde durante as audições da 16ª temporada no America's Got Talent. Durante sua entrevista pós-performance com os jurados, ela fez uma declaração inspiradora:

"É importante que todos saibam que eu sou muito mais do que as coisas ruins que acontecem comigo... Você não pode esperar até que a vida não seja mais difícil antes de decidir ser feliz."
Nightbirde posteriormente recebeu um Golden Buzzer de Simon Cowell por sua performance de sua música original "It's OK". A música se tornou o número 1 no iTunes e o número 2 no YouTube.
Em agosto de 2021, antes que ela pudesse competir nas quartas de final do programa, Nightbirde se retirou da competição por causa da piora em seu quadro de saúde. Cowell a encorajou a não voltar à competição, dizendo "você não precisa do estresse agora".
Nightbirde apareceu via transmissão remota durante as quartas de final ao vivo do AGT em 11 de agosto de 2021 para expressar gratidão e atualizar a todos sobre sua saúde.

## Vida pessoal
Marczewski foi casada com o músico Jeremy Claudio. O casal se separou em 2020, depois do divórcio ela se mudou de Nashville para Long Beach, Califórnia.
Nightbirde vendeu mercadorias nas mídias sociais e arrecadou dinheiro para despesas médicas via GoFundMe.

### Saúde e morte
Marczewski foi diagnosticada com câncer de mama em 2017, e foi declarada livre do câncer em julho de 2018. Seu câncer voltou em 2019, e ela recebeu de três a seis meses de vida, mas ela foi novamente declarada livre do câncer em 2020. Antes de sua audição no America's Got Talent, Marczewski foi informada de que o câncer havia sofrido metástase e se espalhado para seus pulmões, coluna e fígado. Com apenas 2% de chance de sobrevivência, ela deu atualizações sobre sua saúde no CNN e nas mídias sociais. Nightbirde afirmou: “Tenho dois por cento de chance de sobrevivência, mas dois por cento não é zero por cento. Dois por cento é alguma coisa, e eu gostaria que as pessoas soubessem o quão incrível isso é.”
Marczewski morreu em decorrência do câncer em 19 de fevereiro de 2022 aos 31 anos, rodeada pela família em sua residência em San Clemente, Califórnia. A família Marczewski criou o The Nightbirde Memorial Fund, uma nova fundação que faz doações para pesquisas sobre o câncer e que ajudará a apoiar aqueles que não podem pagar o tratamento de que precisam.
Os jurados e o apresentador do AGT ofereceram condolências nas redes sociais. America's Got Talent: Extreme homenageou Nightbirde no final do episódio "Auditions 2" em 28 de fevereiro de 2022. Um cartão de título dizia "Em memória de Jane 'Nightbirde' Marczewski" (com uma foto dela).
Um funeral foi realizado em Ohio em 4 de março de 2022.

## Discografia

### EPs
- Lines[51] (2012)
- Ocean & Sky[52] (2013)

### Singles
| Título                                                                                    | Ano  | Posição nos gráficos das paradas | Posição nos gráficos das paradas | Posição nos gráficos das paradas | Posição nos gráficos das paradas | Álbum |
| Título                                                                                    | Ano  | US Dig.                          | AUS Dig.                         | CAN Dig.                         | UK Down.                         | Álbum |
| ----------------------------------------------------------------------------------------- | ---- | -------------------------------- | -------------------------------- | -------------------------------- | -------------------------------- | ----- |
| "Girl in a Bubble"                                                                        | 2019 | —                                | —                                | —                                | —                                |       |
| "Fly"                                                                                     | 2019 | —                                | —                                | —                                | —                                |       |
| "It's OK"                                                                                 | 2020 | —                                | —                                | —                                | —                                |       |
| "New Year's Eve"                                                                          | 2020 | —                                | —                                | —                                | —                                |       |
| "It's OK" (Live at Maple House Sessions)                                                  | 2021 | 3                                | 1                                | 1                                | 21                               |       |
| "Brave" (Live at Maple House Sessions)                                                    | 2021 | —                                | —                                | —                                | —                                |       |
| "New Year's Eve (Yacht Money Remix)"                                                      | 2021 | —                                | —                                | —                                | —                                |       |
| "—" denota uma gravação que não entrou nas paradas ou não foi lançada naquele território. |      |                                  |                                  |                                  |                                  |       |